# Garella rufipuncta
Garella rufipuncta är en fjärilsart som beskrevs av George Francis Hampson 1896. Garella rufipuncta ingår i släktet Garella och familjen trågspinnare. Inga underarter finns listade i Catalogue of Life.